# Aphyosemion etsamense
Aphyosemion etsamense és una espècie de peix de la família dels aploquèilids i de l'ordre dels ciprinodontiformes.

## Morfologia
Els mascles poden assolir els 3,2 cm de longitud total.

## Distribució geogràfica
Es troba a Àfrica: nord-oest de Gabon.